# Bóng chuyền tại Đại hội Thể thao Đông Nam Á 2013
Bóng chuyền tại Đại hội Thể thao Đông Nam Á năm 2013 được tổ chức tại Zayyarthiri Indoor Stadium, thủ đô Naypyidaw, Myanmar, từ ngày 13 đến ngày 21 tháng 12 năm 2013, nằm trong lịch thi đấu chính thức của SEA Games lần thứ 27 , với hai nội dung chính là bóng chuyền trong nhà nam và nữ; giải quy tụ 7 đội tuyển đến từ các nước trong khu vực tham gia thi đấu vòng bảng để chọn ra bốn đội vào bán kết và sau đó là chung kết. 
Tại nội dung nam đội tuyển Thái Lan tiếp tục khẳng định vị thế dẫn đầu khi giành huy chương vàng sau chiến thắng trong trận chung kết, còn đội Indonesia giành huy chương bạc, đội Việt Nam và Myanmar giành huy chương đồng. Ở nội dung nữ, Thái Lan một lần nữa thể hiện ưu thế vượt trội khi lên ngôi vô địch, Việt Nam giành huy chương bạc, trong khi đội Indonesia đạt huy chương đồng.

## Bóng chuyền trong nhà

### Giải đấu nam

#### Vòng sơ loại

##### Bảng A
| VT | Đội       | Tr | T | B | Đ | ST | SB | TSS   | ĐST | ĐSB | TSĐS  | Giành quyền tham dự |
| -- | --------- | -- | - | - | - | -- | -- | ----- | --- | --- | ----- | ------------------- |
| 1  | Thái Lan  | 3  | 3 | 0 | 9 | 9  | 0  | —     | 225 | 155 | 1,452 | Bán kết             |
| 2  | Myanmar   | 3  | 2 | 1 | 6 | 6  | 3  | 2,000 | 210 | 180 | 1,167 | Bán kết             |
| 3  | Malaysia  | 3  | 1 | 2 | 3 | 3  | 7  | 0,429 | 186 | 224 | 0,830 |                     |
| 4  | Campuchia | 3  | 0 | 3 | 0 | 1  | 9  | 0,111 | 185 | 247 | 0,749 |                     |

| Ngày        |           | Điểm |           | Set 1 | Set 2 | Set 3 | Set 4 | Set 5 | Tổng  |
| ----------- | --------- | ---- | --------- | ----- | ----- | ----- | ----- | ----- | ----- |
| 13 tháng 12 | Thái Lan  | 3–0  | Malaysia  | 25–8  | 25–12 | 25–18 |       |       | 75–38 |
| 13 tháng 12 | Campuchia | 0–3  | Myanmar   | 18–25 | 16–25 | 20–25 |       |       | 54–75 |
| 15 tháng 12 | Campuchia | 0–3  | Thái Lan  | 20–25 | 23–25 | 14–25 |       |       | 57–75 |
| 15 tháng 12 | Myanmar   | 3–0  | Malaysia  | 25–15 | 25–21 | 25–15 |       |       | 75-51 |
| 17 tháng 12 | Malaysia  | 3–1  | Campuchia | 22–25 | 25–17 | 25–18 | 25–14 |       | 97–74 |
| 17 tháng 12 | Thái Lan  | 3–0  | Myanmar   | 25–22 | 25–16 | 25–22 |       |       | 75–60 |

##### Bảng B
| VT | Đội       | Tr | T | B | Đ | ST | SB | TSS   | ĐST | ĐSB | TSĐS  | Giành quyền tham dự |
| -- | --------- | -- | - | - | - | -- | -- | ----- | --- | --- | ----- | ------------------- |
| 1  | Indonesia | 2  | 2 | 0 | 6 | 6  | 2  | 3,000 | 187 | 148 | 1,264 | Bán kết             |
| 2  | Việt Nam  | 2  | 1 | 1 | 3 | 2  | 3  | 0,667 | 179 | 158 | 1,133 | Bán kết             |
| 3  | Lào       | 2  | 0 | 2 | 0 | 0  | 3  | 0,000 | 90  | 150 | 0,600 |                     |

| Ngày        |           | Điểm |           | Set 1 | Set 2 | Set 3 | Set 4 | Set 5 | Tổng    |
| ----------- | --------- | ---- | --------- | ----- | ----- | ----- | ----- | ----- | ------- |
| 14 tháng 12 | Indonesia | 3–2  | Việt Nam  | 32–30 | 23–25 | 17–25 | 25–15 | 15–9  | 112–104 |
| 16 tháng 12 | Lào       | 0–3  | Indonesia | 13–25 | 15–25 | 16–25 |       |       | 44–75   |
| 18 tháng 12 | Việt Nam  | 3–0  | Lào       | 25-20 | 25-16 | 25-10 |       |       | 75-46   |

### Vòng đấu loại trực tiếp
|  | Bán kết     | Bán kết   |               |   | Chung kết | Chung kết |
|  |             |           |               |   |           |           |
|  | 19 tháng 12 |           |               |   |           |           |
|  |             |           |               |   |           |           |
|  | Thái Lan    | 3         |               |   |           |           |
|  | Thái Lan    | 3         | 21 tháng 12   |   |           |           |
|  | Việt Nam    | 0         |               |   |           |           |
|  | Việt Nam    | 0         | Thái Lan      | 3 |           |           |
|  | 19 tháng 12 |           | Thái Lan      | 3 |           |           |
|  |             | Indonesia | 0             |   |           |           |
|  | Indonesia   | Indonesia | 0             | 3 |           |           |
|  | Indonesia   |           |               | 3 |           |           |
|  | Myanmar     | 2         |               |   |           |           |
|  | Myanmar     | 2         | Tranh hạng ba |   |           |           |
|  |             |           |               |   |           |           |
|  | 20 tháng 12 |           |               |   |           |           |
|  |             |           |               |   |           |           |
|  | Việt Nam    | 3         |               |   |           |           |
|  | Việt Nam    | 3         |               |   |           |           |
|  | Myanmar     | 0         |               |   |           |           |

### Tranh hạng 5
| Ngày        |          | Điểm |     | Set 1 | Set 2 | Set 3 | Set 4 | Set 5 | Tổng    |
| ----------- | -------- | ---- | --- | ----- | ----- | ----- | ----- | ----- | ------- |
| 20 tháng 12 | Malaysia | 2–3  | Lào | 20–25 | 25–23 | 26–24 | 22–25 | 16–18 | 109–115 |

### Bán kết
| Ngày        |           | Điểm |          | Set 1 | Set 2 | Set 3 | Set 4 | Set 5 | Tổng    |
| ----------- | --------- | ---- | -------- | ----- | ----- | ----- | ----- | ----- | ------- |
| 19 tháng 12 | Thái Lan  | 3–0  | Việt Nam | 25–18 | 25–21 | 25–23 |       |       | 75–62   |
| 19 tháng 12 | Indonesia | 3–2  | Myanmar  | 25–20 | 25–22 | 21–25 | 19–25 | 15–13 | 105–105 |

#### Tranh huy chương đồng
| Ngày        |         | Điểm |          | Set 1 | Set 2 | Set 3 | Set 4 | Set 5 | Tổng  |
| ----------- | ------- | ---- | -------- | ----- | ----- | ----- | ----- | ----- | ----- |
| 20 tháng 12 | Myanmar | 0–3  | Việt Nam | 23–25 | 18–25 | 25–27 |       |       | 66–77 |

#### Chung cuộc
| Ngày        |          | Điểm |           | Set 1 | Set 2 | Set 3 | Set 4 | Set 5 | Tổng  |
| ----------- | -------- | ---- | --------- | ----- | ----- | ----- | ----- | ----- | ----- |
| 21 tháng 12 | Thái Lan | 3–0  | Indonesia | 25-20 | 25-17 | 25-21 |       |       | 75-58 |

#### Xếp hạng chung cuộc
| Hạng | Đội tuyển |
| ---- | --------- |
| 1    | Thái Lan  |
| 2    | Indonesia |
| 3    | Việt Nam  |
| 4    | Myanmar   |
| 5    | Lào       |
| 6    | Malaysia  |
| 7    | Campuchia |

| Nhà vô địch bóng chuyền nam SEA Games 2013 |
| ------------------------------------------ |
| · Thái Lan · Lần thứ năm                   |

### Giải đấu nữ

#### Vòng sơ loại
| VT | Đội       | Tr | T | B | Đ  | ST | SB | TSS   | ĐST | ĐSB | TSĐS  | Giành quyền tham dự |
| -- | --------- | -- | - | - | -- | -- | -- | ----- | --- | --- | ----- | ------------------- |
| 1  | Thái Lan  | 4  | 4 | 0 | 12 | 12 | 0  | —     | 300 | 168 | 1,786 | Chung kết           |
| 2  | Việt Nam  | 4  | 3 | 1 | 9  | 9  | 3  | 3,000 | 281 | 193 | 1,456 | Chung kết           |
| 3  | Indonesia | 4  | 2 | 2 | 6  | 6  | 7  | 0,857 | 276 | 252 | 1,095 |                     |
| 4  | Myanmar   | 4  | 1 | 3 | 3  | 4  | 12 | 0,333 | 208 | 301 | 0,691 |                     |
| 5  | Malaysia  | 4  | 0 | 4 | 0  | 0  | 12 | 0,000 | 149 | 300 | 0,497 |                     |

| Ngày        |           | Điểm |           | Set 1 | Set 2 | Set 3 | Set 4 | Set 5 | Tổng  |
| ----------- | --------- | ---- | --------- | ----- | ----- | ----- | ----- | ----- | ----- |
| 13 tháng 12 | Myanmar   | 3–0  | Malaysia  | 25–17 | 25–17 | 25–22 |       |       | 75–56 |
| 14 tháng 12 | Thái Lan  | 3–0  | Malaysia  | 25–12 | 25–9  | 25–9  |       |       | 75–30 |
| 14 tháng 12 | Việt Nam  | 3–0  | Myanmar   | 25–14 | 25–9  | 25–14 |       |       | 75–37 |
| 15 tháng 12 | Việt Nam  | 3–0  | Indonesia | 25–13 | 25–14 | 25–23 |       |       | 75–50 |
| 16 tháng 12 | Thái Lan  | 3–0  | Việt Nam  | 25–18 | 25–16 | 25–22 |       |       | 75–56 |
| 16 tháng 12 | Indonesia | 3–1  | Myanmar   | 25-13 | 20-25 | 25-17 | 25-15 |       | 95-70 |
| 17 tháng 12 | Malaysia  | 0–3  | Việt Nam  | 9-25  | 10-25 | 12-25 |       |       | 31-75 |
| 18 tháng 12 | Malaysia  | 0–3  | Indonesia | 13-25 | 10-25 | 9-25  |       |       | 32-75 |
| 18 tháng 12 | Myanmar   | 0–3  | Thái Lan  | 11-25 | 6-25  | 9-25  |       |       | 26-75 |
| 19 tháng 12 | Indonesia | 0–3  | Thái Lan  | 17-25 | 19-25 | 20-25 |       |       | 56-75 |

#### Tranh huy chương đồng
| 20 tháng 12 năm 2013 | Indonesia                       | '3'–0 | Myanmar | Zayyarthiri Indoor Stadium, Naypyidaw, Myanmar |
| 20 tháng 12 năm 2013 | (25–12, 25–15, 25–15, 0–0, 0–0) |       |         | Zayyarthiri Indoor Stadium, Naypyidaw, Myanmar |

#### Chung kết
| 21 tháng 12 năm 2013 | Thái Lan                        | '3'–0 | Việt Nam | Zayyarthiri Indoor Stadium, Naypyidaw, Myanmar |
| 21 tháng 12 năm 2013 | (25–16, 25–20, 25–18, 0–0, 0–0) |       |          | Zayyarthiri Indoor Stadium, Naypyidaw, Myanmar |

#### Kết quả chung cuộc
| Hạng | Đội tuyển |
| ---- | --------- |
| 1    | Thái Lan  |
| 2    | Việt Nam  |
| 3    | Indonesia |
| 4    | Myanmar   |
| 5    | Malaysia  |

| Nhà vô địch bóng chuyền nam SEA Games 2013 |
| ------------------------------------------ |
| · Thái Lan · Lần thứ bảy                   |

## Kết quả
| Nội dung | Vàng           | Bạc             | Đồng            |
| -------- | -------------- | --------------- | --------------- |
| Nam      | Thái Lan (THA) | Indonesia (INA) | Việt Nam (VIE)  |
| Nữ       | Thái Lan (THA) | Việt Nam (VIE)  | Indonesia (INA) |